# Atractantha cardinalis
Atractantha cardinalis är en gräsart som beskrevs av Emmet J. Judziewicz. Atractantha cardinalis ingår i släktet Atractantha och familjen gräs. Inga underarter finns listade i Catalogue of Life.